# Галямин, Валериан Емельянович
Валериан Емельянович Галямин (1794, Гродно — 1855, Санкт-Петербург) — российский военный топограф, действительный статский советник, художник-любитель, директор Императорского фарфорового завода.

## Биография
Родился в Гродно в семье провиантского чиновника. С 13 ноября 1811 года учился в Институте Корпуса инженеров путей сообщения в Санкт-Петербурге, где 11 июня 1812 был произведён в прапорщики, а 24 мая 1813 — в подпоручики. В период обучения проводил съёмки речных бассейнов, делал промеры русел рек Петербургской губернии и составлял топографические планы; в библиотеке ПГУПС сохранилась карта Санкт-Петербурга и окрестностей, выполненная Валерианом Галяминым.
После окончания института в 1814 году, с 1 июня начал службу инженером 3-го класса в Корпусе инженеров путей сообщения. Поручик с 20 августа 1814. В июле 1816 года был переведён в Корпус военных топографов, в Свиту Его Императорского Величества по квартирмейстерской части. С 30 августа 1817 — штабс-капитан. В 1817—1818 года участвовал в съёмках военного поселения в Новгородской губернии и был в 1819 году отмечен бриллиантовым перстнем и с 15 сентября 1819 — чином капитана. С 2 апреля 1822 — подполковник. Был назначен 11 мая 1823 года помощником директора училища военных топографов.
В конце 1825 года был арестован по делу декабристов. Согласно ряду показаний, согласился участвовать в петербургском заговоре декабристов. Следствием было установлено, что членом декабристских обществ не был, но накануне восстания общался с некоторыми декабристами и сжёг письмо А. О. Корниловича родным, оставленное ему после восстания. Был освобождён 24 февраля 1826 года и переведён в Петровский пехотный полк, находившийся в Финляндии; был представителем России на переговорах об установлении границы со Шведско-Норвежским королевством в Лапландии и за отличное исполнение этого поручения получил 2 тысячи рублей, а также орден Меча и бриллиантовую табакерку от шведского короля.
Был переведён в Генеральный штаб 13 апреля 1829 года. Участвовал в Русско-турецкой войне 1828—1829 годов. С 6 апреля 1830 года — полковник.
В 1830—1831 годах участвовал в подавлении Польского восстания; был старшим адъютантом Главного штаба действующей армии и за участие в штурме Варшавы был награждён золотым оружием.
Уволен от военной службы для определения в гражданскую 27 января 1832 года. Был определён 24 ноября (6 декабря) 1832 года на должность директора Императорского фарфорового завода; утверждён в этой должности — 6 января 1838.
Был произведён в действительные статские советники 15 (27) апреля 1841 года.
Вышел в отставку по болезни 6 (18) мая 1848 года.
Умер 8 (20) февраля 1855 года. Похоронен в Санкт-Петербурге в некрополе Воскресенского Новодевичьего монастыря.
За женой, Любовью Михайловной (урожд. Мартынова; ум. 1.02.1886) на юге России было значительное земельное имущество (243 души, 180 десятин строевого леса и место с фруктовым садом).

## Награды
Российские:
- Орден Святого Владимира 4-й степени (12 декабря 1824)
- Орден Святой Анны 2-й степени (22 марта 1831, императорская корона к ордену 28 августа 1831)
- Орден Святого Владимира 3-й степени (17 апреля 1837)
- Польский знак отличия за военное достоинство 3-й степени (1832)
- Золотая шпага с надписью «За храбрость» (5 мая 1832)[6]
- Медаль «За турецкую войну»
- Медаль «За взятие приступом Варшавы»
- Золотая медаль «За возобновление Зимнего дворца»
- Знак отличия беспорочной службы за XXX лет (22 августа 1845)

Иностранные:
- Орден Меча рыцарский крест (1827)
- Орден Льва и Солнца 2-й степени (1840)
- Орден Красного орла 2-й степени (1842)

## Акварели
Галямин — автор нескольких батальных картин в жанре видописи. С 1838 года — почётный вольный общник Императорской Академии художеств.В фондах Русского музея сохранилось более 20 акварелей, написанных им в Финляндии и на Балканах. В 1981 году Архангельскому музею изобразительных искусств удалось приобрести у одного московского коллекционера альбом акварелей с видами Архангельска. Впоследствии выяснилось, что автором этих акварелей является Галямин, который в 1826 году останавливался в Архангельске перед своей экспедицией по демаркации границы со Шведско-Норвежским королевством.

## Галерея

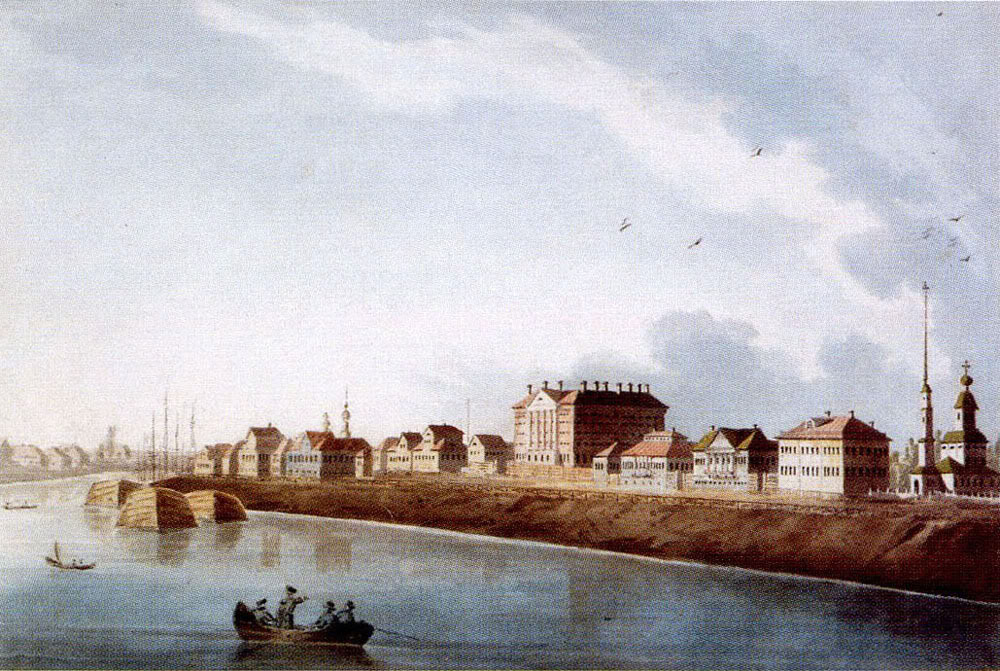
Набережная Северной Двины в Архангельске от улицы Успенской (ныне — ул. Логинова) в сторону Кузнечевской слободы. Вид на Успенскую церковь и сахарный завод Брандта.
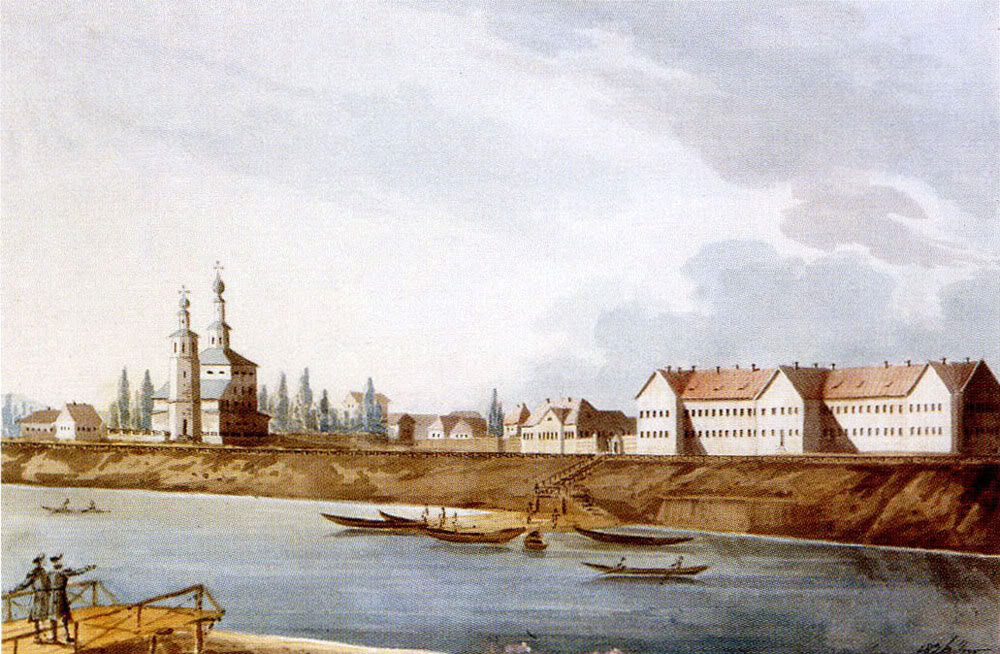
Набережная Архангельска. Кузнечевская слобода, Слева Троицкая церковь
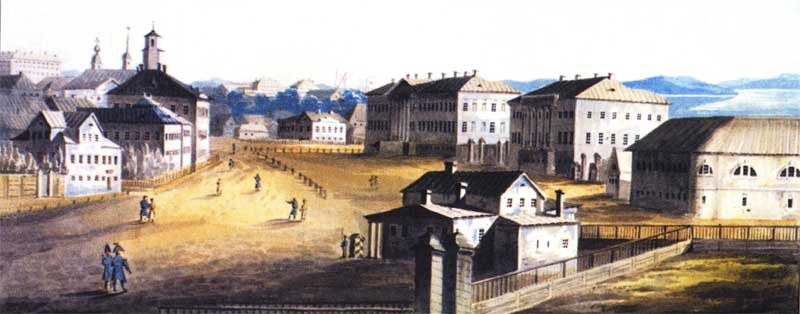
Центр Архангельска, пересечение Троицкого проспекта и Воскресенской улицы. Ломоносовская площадь.
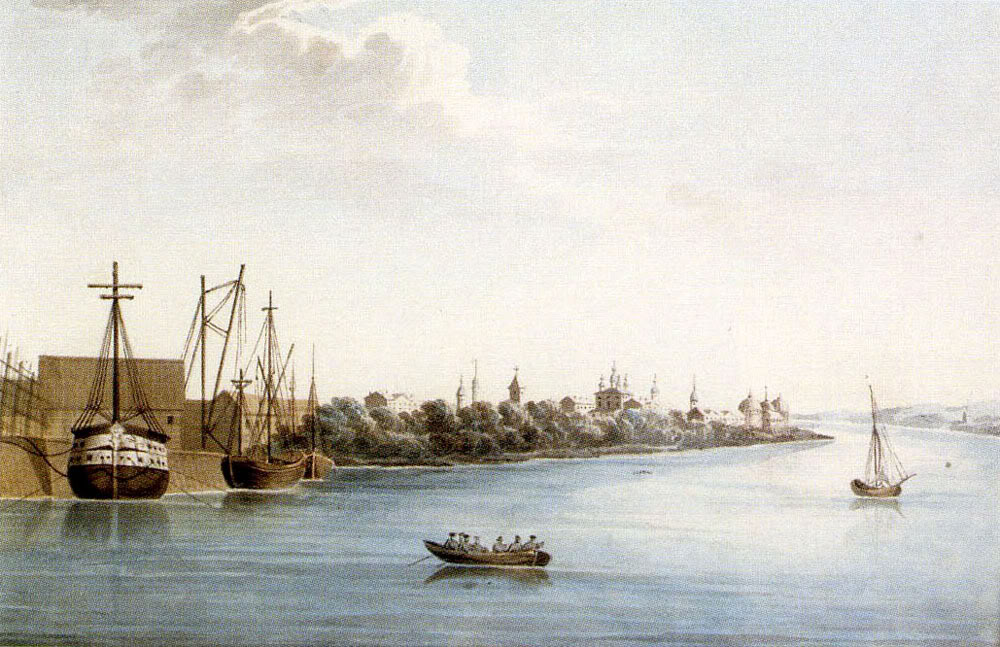
Вид Архангельска с Мосеева острова. Вид на Бор  Троицкий собор.
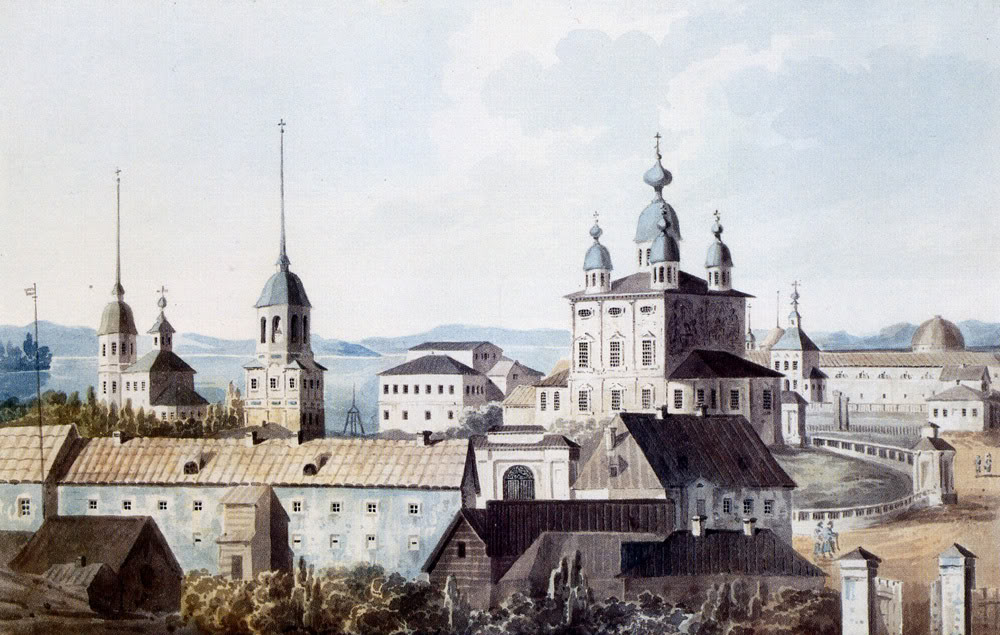
Архангельск. Троицкий собор. Соборная площадь.
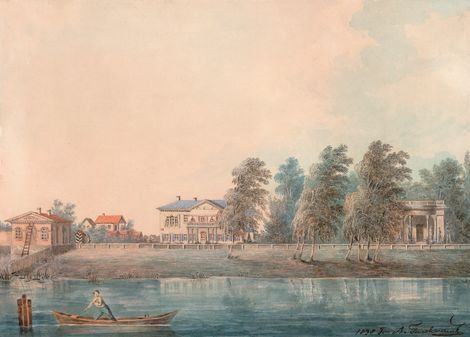
Пруд в одном из имений Тверской губернии
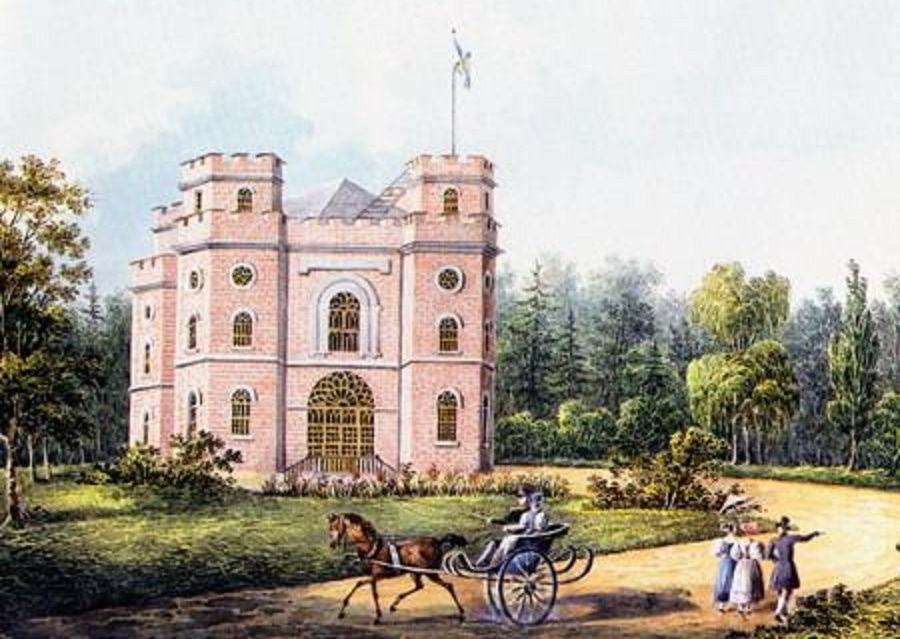
Здание Арсенала в Царском селе